# Autópálya M9
Die Autópálya M9 ist eine geplante und teilweise in Betrieb genommene Autobahn in Ungarn. Sie soll in ihrer vollständigen Ausführung eine wichtige Querverbindung in West- und Südungarn darstellen, die das sternförmig auf Budapest zulaufende Autobahnnetz entlastet und miteinander verbindet. Die geplante Gesamtlänge der M9 beträgt etwa 300 bis 330 Kilometer. Derzeit sind rund 21 Kilometer der Autobahn für den Verkehr freigegeben.

## Streckenfreigabe
| Abschnitt                                        | Länge  | Status                |
| ------------------------------------------------ | ------ | --------------------- |
| Komitat Tolna, Szekszárd West – Szekszárd Südost | 5,5 km | 31. März 2007         |
| Donaubrücke (Pentele-Brücke)                     | 3,8 km | 20. Dezember 2006     |
| Dusnok - Tompa                                   | 60 km  | In Planung Mitte 2027 |

## Verlauf
Die geplante Trasse der M9 soll von der westungarischen Region um Sopron und Nagycenk im Westen bis in den Südosten Ungarns bei Szeged und Makó reichen. Sie ist dabei so konzipiert, dass sie die wichtigsten von Budapest ausgehenden Autobahnen (M1, M7, M6, M5) miteinander verknüpft, ohne dass der Verkehr über die Hauptstadt geleitet werden muss.
Aktuell (Stand 2024/2025) sind folgende Abschnitte in Betrieb:
- Ein Abschnitt im südwestlichen Teil Ungarns, der unter anderem die Stadt Kaposvár umgeht. (Nicht als M9 angekannt)
- Ein weiterer Abschnitt östlich von Szekszárd, der eine wichtige Verbindung zur Autobahn M6 herstellt. Die M6 ist ihrerseits Teil der Europastraße E73, wodurch die M9 indirekt an dieses europäische Verkehrsnetz angebunden ist.

## Ausbauzustand
Die Autópálya M9 weist derzeit einen heterogenen Ausbauzustand auf. Der in Betrieb befindliche Abschnitt, der von Szekszárd beginnt und sich über 21 Kilometer bis hinter die Donau zur Route 51 bei Baja erstreckt, ist aktuell als 1x1-spurige Schnellstraße (eine Fahrspur pro Richtung) ausgeführt.
Für die Zukunft ist jedoch geplant, diesen bestehenden Abschnitt bei Szekszárd, sowie die weiteren geplanten und im Bau befindlichen Teile der M9 – einschließlich der Bereiche um Kaposvár – auf 2x2 Spuren (zwei Fahrspuren pro Richtung) zu erweitern. Die gesamte Trasse der M9 ist somit für einen zukünftigen vierspurigen Betrieb ausgelegt, um dem erwarteten Verkehrsaufkommen gerecht zu werden.

## Geschichte
Die Idee einer ringförmigen oder transversal verlaufenden Autobahn, die die außerhalb von Budapest liegenden Regionen Ungarns besser miteinander verbindet, existiert bereits seit längerer Zeit. Die Planungen für die M9 konkretisierten sich in den 2000er Jahren, mit ersten Bauabschnitten, die später realisiert wurden.
Die Eröffnung der ersten Teilabschnitte erfolgte sukzessive, um regionale Entlastungen und bessere Anbindungen zu schaffen. Der Bau weiterer Segmente ist Teil der nationalen Infrastrukturstrategie Ungarns zur Verbesserung der Verkehrsanbindung und zur Förderung der regionalen Entwicklung.

## Anschlussstellen
Die M9 soll in ihrem vollständigen Verlauf folgende wichtige Autobahnen und Hauptstraßen kreuzen:
- M1 (bei Győr, geplant)
- M7 (bei Balaton, geplant)[1]
- M6 (bei Szekszárd, bereits in Betrieb) – hier Anschluss an die Europastraße 73.
- M5 (bei Szeged, geplant)
- Weitere wichtige Hauptstraßen wie die Hauptstraße 6, Hauptstraße 51, Hauptstraße 54.

## Bedeutung
Die Autópálya M9 wird nach ihrer Fertigstellung eine zentrale Rolle im ungarischen Straßennetz spielen. Sie soll den Transitverkehr entlasten, der derzeit oft über die überlasteten Abschnitte um Budapest geführt werden muss. Zudem soll sie die wirtschaftliche Entwicklung in den südlichen und westlichen Regionen Ungarns fördern, indem sie eine schnellere Anbindung an das nationale und internationale Verkehrsnetz ermöglicht. Die Verbindung zu wichtigen Europastraßen wie der E73 unterstreicht ihre internationale Relevanz im transeuropäischen Verkehrsnetz (TEN-V).

## Anbindung an die serbische Grenze bei Tompa
Ein wichtiger geplanter Endpunkt der Autópálya M9 im Südosten Ungarns ist die Anbindung an die serbische Grenze in der Nähe der Ortschaft Tompa (auf serbischer Seite Kelebija). Hier soll die M9 voraussichtlich Anschluss an die geplante serbische Schnellstraße Brzi put 11 finden.
Der geplante Abschnitt von Tompa bis zur Landesgrenze wird etwa 7 Kilometer lang sein und als zweimal zwei Spuren (2x2), also mit zwei Fahrspuren pro Richtung, konzipiert. Im Zuge dieses Ausbaus ist auch die Planung eines neuen Gütergrenzübergangs vorgesehen, um den Personen- und Frachtverkehr zu trennen und die Abfertigung zu optimieren.
Die Entwurfsarbeiten für diesen Abschnitt sind bereits fortgeschritten, und die Planungsdokumentation für die 6 km lange Anbindung an Tompa wird voraussichtlich bis 2027 abgeschlossen sein. Diese Anbindung ist strategisch wichtig, da sie die M9 direkt mit dem serbischen Straßennetz verbindet und so den Transitverkehr zwischen dem Balkan und Westeuropa erleichtern sowie die M0 (Budapester Ringautobahn) entlasten soll.

## Zukunft der Autópálya M9
Die Autópálya M9 ist als zukünftige „Ringautobahn“ um Ungarn konzipiert, die die von Budapest ausgehenden Autobahnen miteinander verbinden und den überregionalen Verkehr vom Großraum Budapest fernhalten soll. Der vollständige Ausbau der M9 ist ein langfristiges Infrastrukturprojekt, das in mehreren Phasen erfolgen wird.
Aktuelle Planungen sehen vor, die noch fehlenden Abschnitte schrittweise zu realisieren. Dazu gehören insbesondere die Verbindungen im westlichen und östlichen Teil des Landes, um die durchgehende Trasse zu schließen. Die genaue Reihenfolge und der Zeitplan für den Bau dieser Abschnitte hängen von der Verfügbarkeit von Finanzmitteln, Umweltprüfungen und dem Bedarf an Verkehrsinfrastruktur ab. Es ist zu erwarten, dass die Fertigstellung der gesamten geplanten Länge noch viele Jahre in Anspruch nehmen wird.
Die M9 wird nach ihrer Fertigstellung eine wichtige Rolle im ungarischen Straßennetz spielen, indem sie eine schnellere und effizientere Ost-West-Verbindung ermöglicht und gleichzeitig die regionalen Zentren Ungarns besser an das nationale und internationale Verkehrsnetz anbindet. Ihre Bedeutung im transeuropäischen Verkehrsnetz (TEN-V) wird mit jedem neuen fertiggestellten Abschnitt weiter zunehmen.
Die Autópálya M9 weist derzeit einen heterogenen Ausbauzustand auf. Der in Betrieb befindliche Abschnitt, der von Szekszárd beginnt und sich über 21 Kilometer bis hinter die Donau zur Route 51 bei Baja erstreckt, ist aktuell als 1x1-spurige Schnellstraße (eine Fahrspur pro Richtung) ausgeführt.
Für die Zukunft ist jedoch geplant, diesen bestehenden Abschnitt bei Szekszárd, sowie die weiteren geplanten und im Bau befindlichen Teile der M9 – einschließlich der Bereiche um Kaposvár– auf 2x2 Spuren (zwei Fahrspuren pro Richtung) zu erweitern. Die gesamte Trasse der M9 ist somit für einen zukünftigen vierspurigen Betrieb ausgelegt, um dem erwarteten Verkehrsaufkommen gerecht zu werden.